# Frannie Léautier
Frannie Léautier là kỹ sư xây dựng, nhà học thuật và nhà tư vấn phát triển quốc tế người Tanzania,người làm việc với tư cách là Phó chủ tịch cấp cao tại Ngân hàng phát triển châu Phi và là thành viên của Hội đồng thống đốc của ngân hàng, kể từ tháng 6 năm 2016. Trước đây bà từng làm việc, trong khoảng thời gian sáu năm, với tư cách là Phó Chủ tịch tại Ngân hàng Thế giới, chịu trách nhiệm cho Viện Ngân hàng Thế giới, từ năm 2001 đến 2007.

## Tiểu sử và giáo dục
Bà sinh ra ở thị trấn phía bắc của Tanzania Moshi, ở Kilimanjaro Region. Bà có hai chị gái và bốn anh trai. Khi lên ba tuổi, gia đình bà chuyển đến "Làng Lushoto", ở Usambara Mountains, gần một công viên quốc gia. Tại đây, bà lớn lên dưới ảnh hưởng của ông nội, người đã truyền cảm hứng cho cô học vật lý và kỹ thuật.
Bà được nhận vào Đại học Dar es Salaam, tốt nghiệp năm 1984 với bằng Cử nhân Khoa học Kỹ thuật Xây dựng. Bà tiếp tục học tại Học viện Công nghệ Massachusetts (MIT), nơi bà học Thạc sĩ Khoa học (ThS) ngành Giao thông vận tải, từ năm 1984 tốt nghiệp năm 1986. Cô tiếp tục với một Tiến sĩ triết học (Tiến sĩ) ngành Kỹ thuật xây dựng, từ năm 1987 tốt nghiệp năm 1990.

## Công việc
Bà khởi nghiệp tại Ngân hàng Thế giới năm 1994, có trụ sở tại Washington, DC, làm việc ở đó trong 15 năm tiếp theo. Bà đã làm việc trong nhiều vai trò khác nhau, bao gồm là Giám đốc Cơ sở hạ tầng, vào năm 2000 trong khoảng thời gian một năm. Trong 12 tháng tiếp theo, năm 2011, bà giữ chức Tham mưu trưởng cho Chủ tịch Tập đoàn Ngân hàng Thế giới, tại thời điểm của James Wolfensohn. Sau đó, trong sáu năm cuối cùng nhiệm kỳ tại Ngân hàng Thế giới, bà được giao phụ trách Học viện Ngân hàng Thế giới, từ năm 2001 đến 2007.
Sau khi rời khỏi Ngân hàng Thế giới, bà đồng sáng lập The Fezembat Group, một quan hệ đối tác tư vấn có trụ sở tại Castelnau de Montmirus, Pháp, nơi bà làm Đối tác quản lý từ năm 2007 đến 2009.
Trong bốn năm rưỡi tiếp theo, từ tháng 7 năm 2009 đến tháng 11 năm 2013, bà chuyển đến Harare, Zimbabwe và làm Thư ký điều hành của Quỹ xây dựng năng lực châu Phi, một tổ chức phi lợi nhuận. Trong cùng một khoảng thời gian, bà đồng thời phục vụ như một giáo sư xuất sắc tại Science Po Paris, bắt đầu từ năm 2007 cho đến tháng 12 năm 2013.
Vào tháng 12 năm 2013, bà trở về Tanzania quê hương của mình và là Đồng sáng lập, Đối tác và Chủ tịch của Quỹ đầu tư tư nhân Mkoba, được định vị đầu tư vào các cơ hội mới nổi trên lục địa châu Phi, làm việc ở đó cho hai năm rưỡi cho đến tháng 6 năm 2016.

## Công việc khác
Tiến sĩ Frannie Léautier đã phục vụ trong quá khứ và/hoặc hiện đang phục vụ như một thành viên hội đồng quản trị của một số tổ chức khu vực và quốc tế, tạo ra (a) Viện Uongozi (Viện lãnh đạo) ở Tanzania (b) Hiệp hội nghiên cứu kinh tế châu Phi (AERC), có trụ sở tại Nairobi, Kenya (c) Ngân hàng Thế giới Phụ nữ, có trụ sở tại Thành phố New York và (d) Nhóm Ngân hàng Phát triển Châu Phi, có trụ sở tại Abidjan, Bờ Biển Ngà.

## Cá nhân
Bà thông thạo tiếng Swahili, tiếng Pháp và tiếng Anh, với năng lực làm việc bằng tiếng Tây Ban Nha và tiếng Ả Rập.